# シランドロ
シランドロ（イタリア語: Silandro ; ドイツ語: Schlanders シュランダース）は、イタリア共和国トレンティーノ＝アルト・アディジェ州ボルツァーノ自治県にある、人口約6,200人の基礎自治体（コムーネ）。

## 名称
州の3つの公用語ではそれぞれ以下の名称を持つ。
- イタリア語: Silandro
- ドイツ語: Schlanders
- ラディン語: Solaneres

## 地理

### 位置・広がり

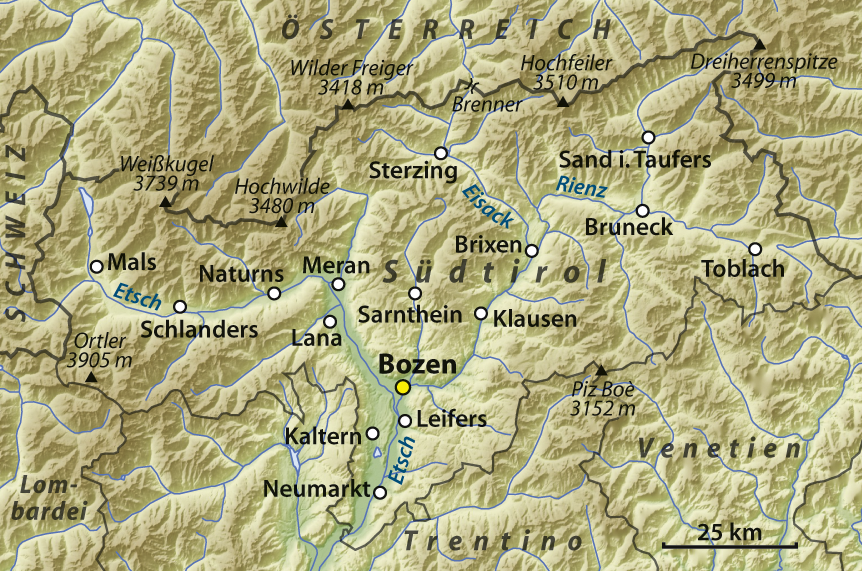
ボルツァーノ/南チロル自治県地図（地名はドイツ語表記）

ボルツァーノ自治県西部に位置する。

#### 隣接コムーネ
隣接するコムーネは以下の通り。
- ラーチェス
- ラーザ
- マッレス・ヴェノスタ
- マルテッロ
- セナーレス

## 行政

### 分離集落
シランドロには以下の分離集落（フラツィオーネ）がある。
- Covelano (Göflan), Corces (Kortsch), Montetramontana (Nördersberg), Montemezzodì (Sonnenberg), Vezzano (Vetzan)

## 住民

### 言語
| 言語集団調査（2011年） | 言語集団調査（2011年） | 言語集団調査（2011年） | 言語集団調査（2011年） | 言語集団調査（2011年） |
| ---------------------- | ---------------------- | ---------------------- | ---------------------- | ---------------------- |
|                        |                        |                        |                        |                        |
| ドイツ語               | ドイツ語               |                        | 94.66%                 | 94.66%                 |
| イタリア語             | イタリア語             |                        | 5.19%                  | 5.19%                  |
| ラディン語             | ラディン語             |                        | 0.14%                  | 0.14%                  |

2011年に行われた、住民がドイツ語・イタリア語・ラディン語のいずれの「言語集団」に属するかの調査によれば（ボルツァーノ自治県#言語集団調査参照）、住民の約95%がドイツ語話者である。

## 姉妹都市
- Böhl-Iggelheim、ドイツ
- サンクト・アントン・アム・アールベルク、オーストリア